# Henrik, obodritski knez
Henrik je bil od leta 1093 do 1127  knez ali kralj Obodritov iz Nakonidske dinastije, * pred 1066, † 22. marec ali 7. junij 1127.
Sodobniki so ga imeli za "kralja Slovanov" (rex Slavorum). Obodritsko kraljestvo je med njegovim vladanjem doseglo svoj največi obseg in se raztezalo od Labe do Odre in od Hevelije do Baltskega morja.
Herik je bil drugi sin krščanskega obodritskega kneza Gotšalka, ubitega v vstaji poganov leta 1066, in Sigrid Svendsdatter. On in njegov polbrat Budivoj sta bila po očetovi smrti vzgojena na Danskem oziroma v  Lüneburgu. Oblast v obodritskih deželah je prevzel vodja poganskega upora Kruto. Henrik se na dogodke ni odzval, Budivoj pa je s podporo Sasov napadel Kruta in bil pri Plönu ubit. Kruta je v visoki starosti leta 1090 napadel Henrik s pomočjo Dancev. Kruta uničevanja in plenjenja vagrijske obale ni mogel preprečiti in je pod pritiskom leta 1093 pristal, da se bo srečal s Henrikom in mu podelil del obodritskega ozemlja. Na srečanju je nameraval ubiti Henrika, a so s pomočjo Krutove žene namesto Henrika ubili njega. Henrik je po poroki s Krutovo vdovo povedel slovansko-saško vojsko do zmage v bitki pri Schmilauu leta 1093. Po Helmoldu je zmago v bitki  Slovanom preprečil sij zahajajočega sonca.
Henrik je za svojo rezidenco namesto Mecklenburga izbral Liubice, blizu poznejšega Lübecka. Izbral jih je zaradi bližine Vagrov, Obodritov in Polabcev. Ostal je v dobrih odnosih s svojimi danskimi in saškimi sosedi, zlasti z vojvodo Lotarjem Supplinburškim in Adolfom I. Holsteinskim. V Liubice je vabil tuje trgovce, zlasti Sase. Helmold iz Bosaua je poročal, da je Henrik spodbujal svoje podanike, naj se ukvarjajo s poljedelstvom. Knez je koval svoj denar z obzidjem in stolpom na eni strani ter dvojnim križem na drugi.
Helmold je zapisal, da se je Henrik boril proti Rujanom, Žižanom, Prekopencem, Ljutičem in Zahodnim Pomorjanom, da bi jih spremenil v svoje podložnike. Okoli leta 1100 je bil prisiljen braniti se pred nepredvidenim pomorskim napadom poganskih Rujanov. Ko je dobil okrepitve holsteinski Sasov, je Rujane prisilil k plačevanju davka. Ko so Rujani ubili njegovega sina Valdemarja in zavrnili plačilo davka, jih je pozimi 1123/1124 in 1124/1125  dvakrat napadel. V prvi kampanji je imel vojsko 2000–6000 mož, med njimi tudi Sase iz Holsteina in Stormarna. Prva zimska akcija se je končala, ko so Rujani plačali ogromen davek. Drugi pohod je bil usklajen z vojvodo Lotarjem Saškim. Henrik je pozimi 1100/1101 zadušil tudi upore Brisanov in Hevelov. Medtem ko je Henrik mesec dni oblegal Havelberg, je njegov sin Mistivoj z 200 Sasi in 300 Slovani plenil sosednje Linone.
Henrik je dal kot kristjan v svojem gradu zgraditi kapelo in cerkev v koloniji trgovcev. Upoštevajoč poganski upor leta 1066, ni več vsiljeval krščanstva svojim podložnikom, ki so ostali pretežno pogani. Leta 1126 je v Liubice prišel Vicelin in prosil Henrika za dovoljenje za oznanjevanje krščanstva med Slovani. Ko je dobil Henrikovo dovoljenje, se je vrnil na Saško, da bi se pripravil na misijonarsko odpravo. Henrik je slovanskim ljudstvom podelil svobodo prakticiranja poganstva, on sam in njegov dvor pa so bili edini kristjani na njegovem ozemlju. Med misijonarjevo odsotnostjo je Henrik umrl in bil pokopan v Lüneburgu. Helmold o tem, kako je umrl, molči.
Vzhodna plemena, med njimi Heveli in Ljutiči, so izkoristila Henrikovo smrt, da so uveljavila svojo neodvisnost. Henrika sta nasledila njegova starejša sinova, Valdemar in Mistivoj (1127). Njegova mlajša sinova, Knut in Sventipolk sta se borila za svojo dediščino. Ko je bil Knut leta 1128 v Lütjenburgu ubit, je Sventipolku uspelo zavzeti celotno državo. Vicelin je vseeno  poslal duhovnike v Liubice,  ko so jih  Rujani osvojili in uničili, pa so duhovniki zbežali v Faldero (Neumünster). Sventipolk je bil ubit leta 1128, njegov sin Svineke pa leto kasneje v Ertheneburgu na Labi. Cesar Lotair III. je naslov "kralj Obodritov" leta 1129 podelil Knutu Lavardu, ki je bil leta 1131 umorjen. Obodritsko kraljestvo je bilo nato razdeljeno med pogana Niklota in Pribislava.

## Sklica
1. ↑  Herrmann, str. 412
2. ↑  Herrmann, str. 316.

## Vira
- Thompson, James Westfall (1928). Feudal Germany, Volume II. New York: Frederick Ungar Publishing.
- Herrmann, Joachim (1970). Die Slawen in Deutschland. Berlin: Akademie-Verlag GmbH. str. 530.